# Epidapus crassipes
Epidapus crassipes är en tvåvingeart som först beskrevs av Jean-Jacques Kieffer 1906.  Epidapus crassipes ingår i släktet Epidapus och familjen sorgmyggor.
Artens utbredningsområde är Frankrike. Inga underarter finns listade i Catalogue of Life.